# Jordalkalimetal
Jordalkalimetaller er en gruppe af grundstoffer, som også kaldes for 2. hovedgruppe.
De kemiske stoffer i denne gruppe har normalt altid oxidationstal +2 og skaber divalente ioner.
Elektronegativiteten falder ned gennem gruppen. De frie ioner ( {\displaystyle x^{2+}} ) er farveløse, og salte med farveløse anioner er hvide/farveløse.
Chlorider, bromider, iodider og nitrater af disse grundstoffer samt beryllium- og magnesium-sulfat er letopløselige.
Hydroxiderne bliver mere opløselige ned gennem rækken (men dog ikke letopløselige).
Jordalkalimetallerne er 
| Gruppe (hovedgruppe) | 2 (II)    |
| -------------------- | --------- |
| 2. periode           | Beryllium |
| 3. periode           | Magnesium |
| 4. periode           | Calcium   |
| 5. periode           | Strontium |
| 6. periode           | Barium    |
| 7. periode           | Radium    |